# José Eduardo Velásquez Tarazona
José Eduardo Velásquez Tarazona (n. Caraz, Huaylas, Perú, 2 de septiembre de 1947) es un obispo católico, científico social, profesor y filósofo peruano.

## Primeros años
Nacido en la ciudad de Caraz de la provincia de Huaylas, el día 2 de septiembre de 1947.
Como estudiante estuvo en el Seminario de San Jerónimo en Arequipa, también asistió a la Universidad Católica de Santa María y a la Escuela Normal Superior de los Hermanos de las Escuelas Cristianas.
Durante estos años además de terminar sus estudios eclesiásticos, logró recibir el título de Profesor de Filosofía y Ciencias sociales.
Ya el 1 de julio de 1973 fue ordenado sacerdote para la Diócesis de Huaraz, por el entonces obispo "monseñor" Fernando Vargas Ruiz de Somocurcio.
Una vez ordenado, ha ejercido su ministerio pastoral como pastor en la Parroquia del Distrito de Chiquián y en Carhuaz, ha sido Rector del Seminario Mayor de Huaraz y pro vicario general diocesano.

## Carrera episcopal
El 15 de marzo de 1994 fue nombrado por Su Santidad el Papa Juan Pablo II como Obispo auxiliar de Huaraz y Obispo titular de la antigua Sede de Obba.
Recibió la consagración episcopal el 14 de mayo del mismo año, a manos del entonces Obispo de Huaraz "monseñor" José Ramón Gurruchaga Ezama actuando como consagrante principal y como co-consagrantes tuvo al entonces Prelado de Huari "monseñor" Dante Frasnelli Tarter y al Prelado de Huamachuco "monseñor" Sebastián Ramis Torrens.
Luego el 1 de julio del 2000 fue nombrado Obispo coadjutor de la Diócesis de Tacna y Moquegua y a partir del 5 de abril de 2003, también pasó a ser Administrador Apostólico de Huacho.
Actualmente desde el 4 de febrero de 2004, es el nuevo Obispo de Huaraz.
Tomó posesión del cargo el día 27 de abril, durante una ceremonia celebrada en la Catedral Diocesana de San Sebastián y la Inmaculada Concepción.